# Stéphane Lissner
Stéphane Lissner (Parigi, 23 gennaio 1953) è un direttore teatrale francese.

## Biografia
Nel 1972 Lissner, crea a Parigi il Théâtre mécanique. Dal 1977 al 1978 è segretario generale del Teatro di Aubervilliers. Dal 1978 al 1983 è condirettore del Centro nazionale di arte drammatica di Nizza. Dal 1988 al 1998 è direttore del Théâtre du Châtelet, e dal 1998 al 2009 è direttore del Festival di Aix-en-Provence. È stato anche direttore generale dell'Orchestre de Paris, direttore musicale del Festival di Vienna, condirettore del Théâtre des Bouffes-du-Nord di Parigi.
Dal 2005 al 2015 è sovrintendente e direttore artistico del Teatro alla Scala, primo non italiano a rivestire questo incarico nella storia dell'istituzione lirica.
L'8 ottobre 2012 è nominato dal ministro della Cultura e della Comunicazione, Aurélie Filippetti, direttore delegato dell'Opéra national de Paris, incarico transitorio che prelude alla successione del direttore in carica Nicolas Joel prevista nel luglio 2015, allorché il mandato di quest'ultimo sarebbe dovuto andare in scadenza.. Giacché Joel si dimette con un anno di anticipo, dal 9 luglio 2014 Stéphane Lissner è ufficialmente direttore dell'Opéra national de Paris.
Il 10 ottobre 2019 viene nominato dal Ministero per i beni e le attività culturali sovrintendente e direttore artistico del Teatro di San Carlo, con decorrenza dall'aprile dell'anno successivo. Deve rinunciare all'incarico dal giugno al settembre del 2023 a seguito di una riforma della legislazione italiana, che prevedeva il divieto di ricevere incarichi, cariche e collaborazioni per coloro che avessero compiuto il 70º anno di età. Nel settembre 2023 il Tribunale di Napoli ne dispone il reintegro.

## Onorificenze
Ufficiale della Legion d'onore (1º gennaio 2017)